# Hahnia nigricans
Hahnia nigricans är en spindelart som beskrevs av Benoit 1978. Hahnia nigricans ingår i släktet Hahnia och familjen panflöjtsspindlar.
Artens utbredningsområde är Kenya. Inga underarter finns listade i Catalogue of Life.